# Bereznyak-Isayev BI-1
Bereznyak-Isayev BI-1 là một loại máy bay tiêm kích thử nghiệm động cơ phản lực của Liên Xô trong Chiến tranh thế giới II.

## Quốc gia sử dụng
Liên Xô
- Không quân Liên Xô

## Tính năng kỹ chiến thuật
Dữ liệu lấy từ 
Đặc tính tổng quan
- Kíp lái: 1
- Chiều dài: 6,40 m (21 ft 0 in)
- Sải cánh: 6,48 m (21 ft 3 in)
- Chiều cao: 2,06 m (6 ft 9 in)
- Diện tích cánh: 7 m2 (75 foot vuông)
- Trọng lượng rỗng: 958 kg (2.112 lb)
- Trọng lượng cất cánh tối đa: 1.683 kg (3.710 lb)
- Động cơ: 1 × Dushkin D-1A-1100  1100kg

Hiệu suất bay
- Vận tốc cực đại: 990 km/h (615 mph; 535 kn) estimated
- Thời gian bay: 15 phút under power

Vũ khí trang bị

- Súng: 2 pháo 20 mm Sh VAK+ 2x Rocket RS-82